# Будище (Козелецька селищна громада)
Будище — село в Україні, у Козелецькій міській громаді Чернігівського району Чернігівської області. Населення становить 103 особи (2014). До 2016 року орган місцевого самоврядування — Патютинська сільська рада. З 2016 село відноситься до Патютинського старостату.

## Географія
Село розташоване за 76 км від обласного центру та 22 км від адміністративного центру селищної громади, на березі річки Брак.

## Історія
Село Будище було згадано в переписній книзі Малоросійського приказу (1666). Також наведено відомості про 13 жителів хутору на 12 дворів. У домогосподарствах селян налічувалось 14 волів та 3 коня.  У 1800 році в селі проживало 134 податкові душі.
1901 року - проживало 666 осіб.
12 червня 2020 року, відповідно до розпорядження Кабінету Міністрів України № 730-р «Про визначення адміністративних центрів та затвердження територій територіальних громад Чернігівської області», село увійшло до складу Козелецької селищної громади.
19 липня 2020 року, в результаті адміністративно-територіальної реформи та ліквідації Козелецького району, село увійшло до складу Чернігівського району Чернігівської області.

## Політика

### Парламентські вибори, 2019
На позачергових парламентських виборах 2019 року у селі функціонувала окрема виборча дільниця № 740294, розташована у приміщенні клубу.
Результати
- зареєстровано 62 виборці, явка 69,35%, найбільше голосів віддано за «Слугу народу» — 26,83%, за Всеукраїнське об'єднання «Батьківщина» і Аграрну партію України — по 17,07%[6]. В одномандатному окрузі найбільше голосів отримав Олег Дмитренко (самовисування) — 30,23%, за Бориса Приходька (самовисування) — 23,26%, за Сергія Коровченка (самовисування) — 18,60%[7].

## Населення

### Мова
Розподіл населення за рідною мовою за даними перепису 2001 року:
| Мова       | Кількість | Відсоток |
| ---------- | --------- | -------- |
| українська | 155       | 98.73%   |
| російська  | 2         | 1.27%    |
| Усього     | 157       | 100%     |